# Binnenschifffahrtsmuseum (Oderberg)

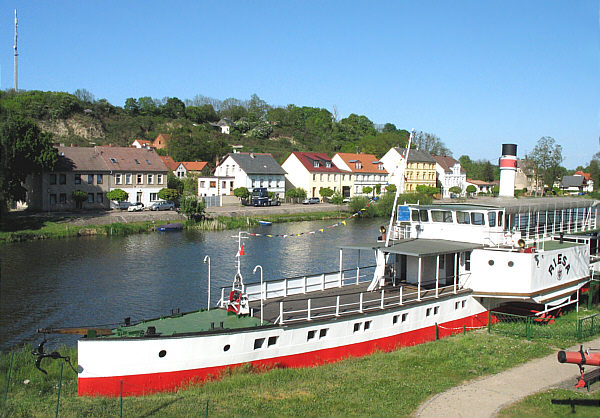
Der Seitenraddampfer Riesa im Außenbereich der Ausstellung

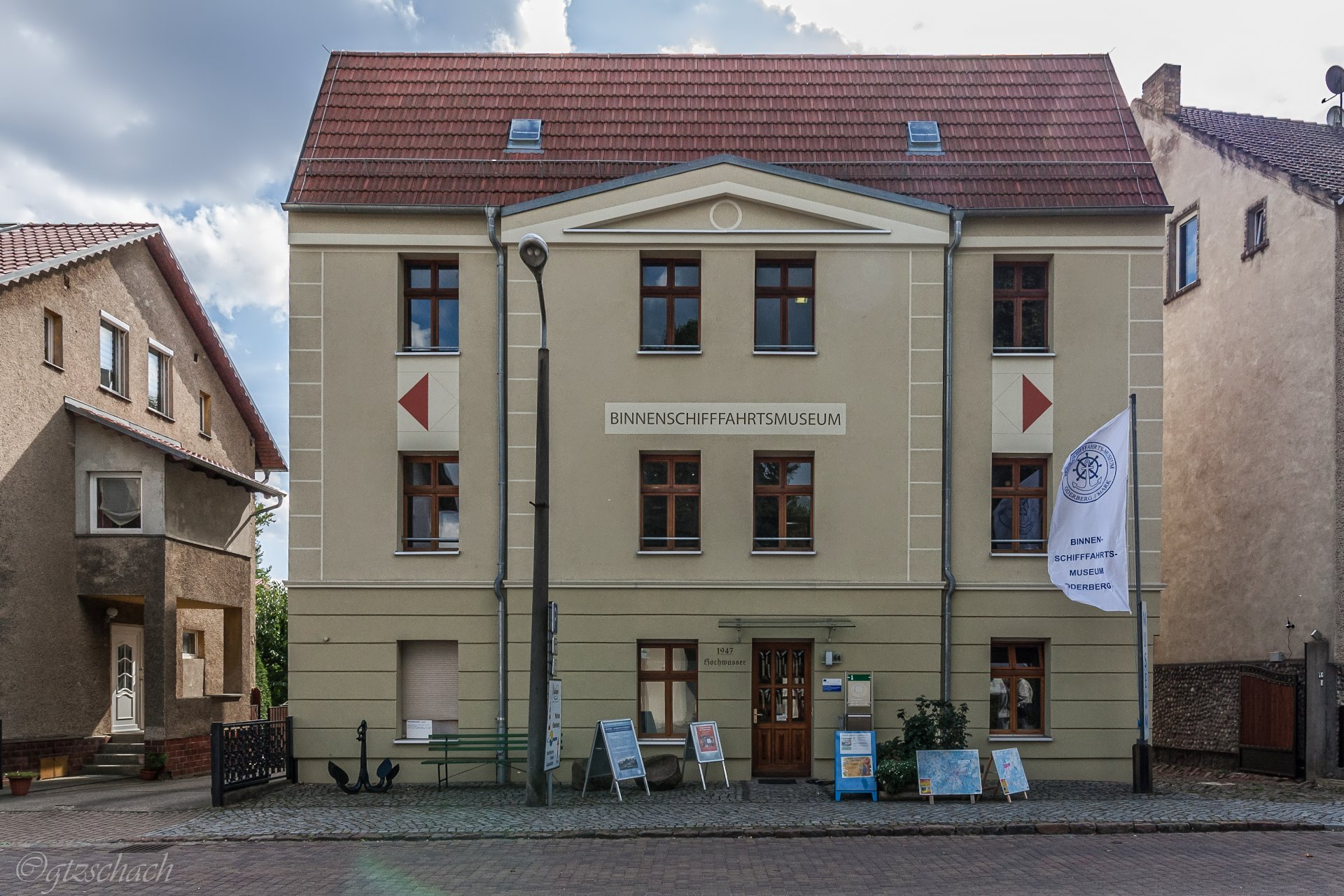
Binnenschifffahrtsmuseum (Oderberg)

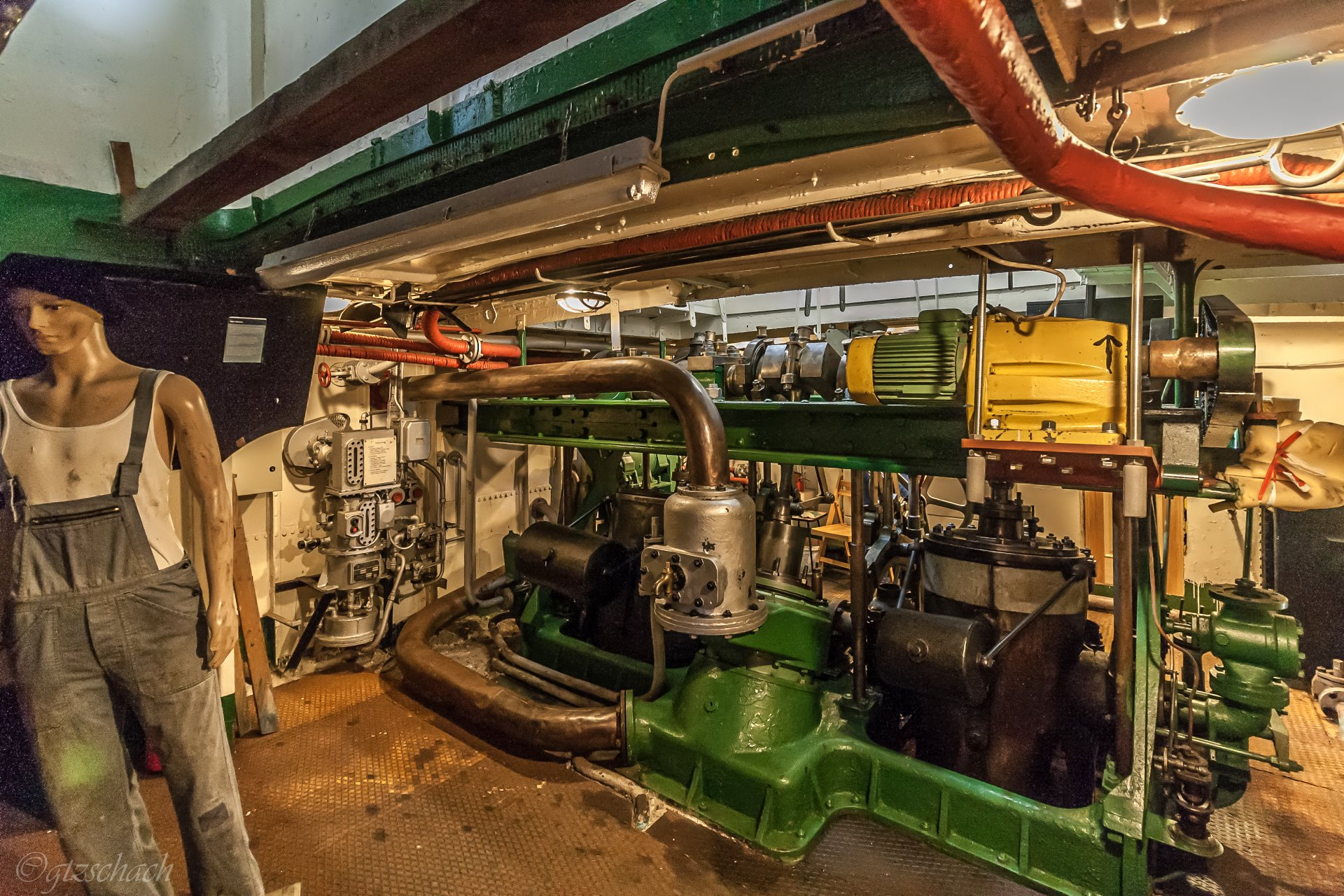
Maschinenraum der Riesa

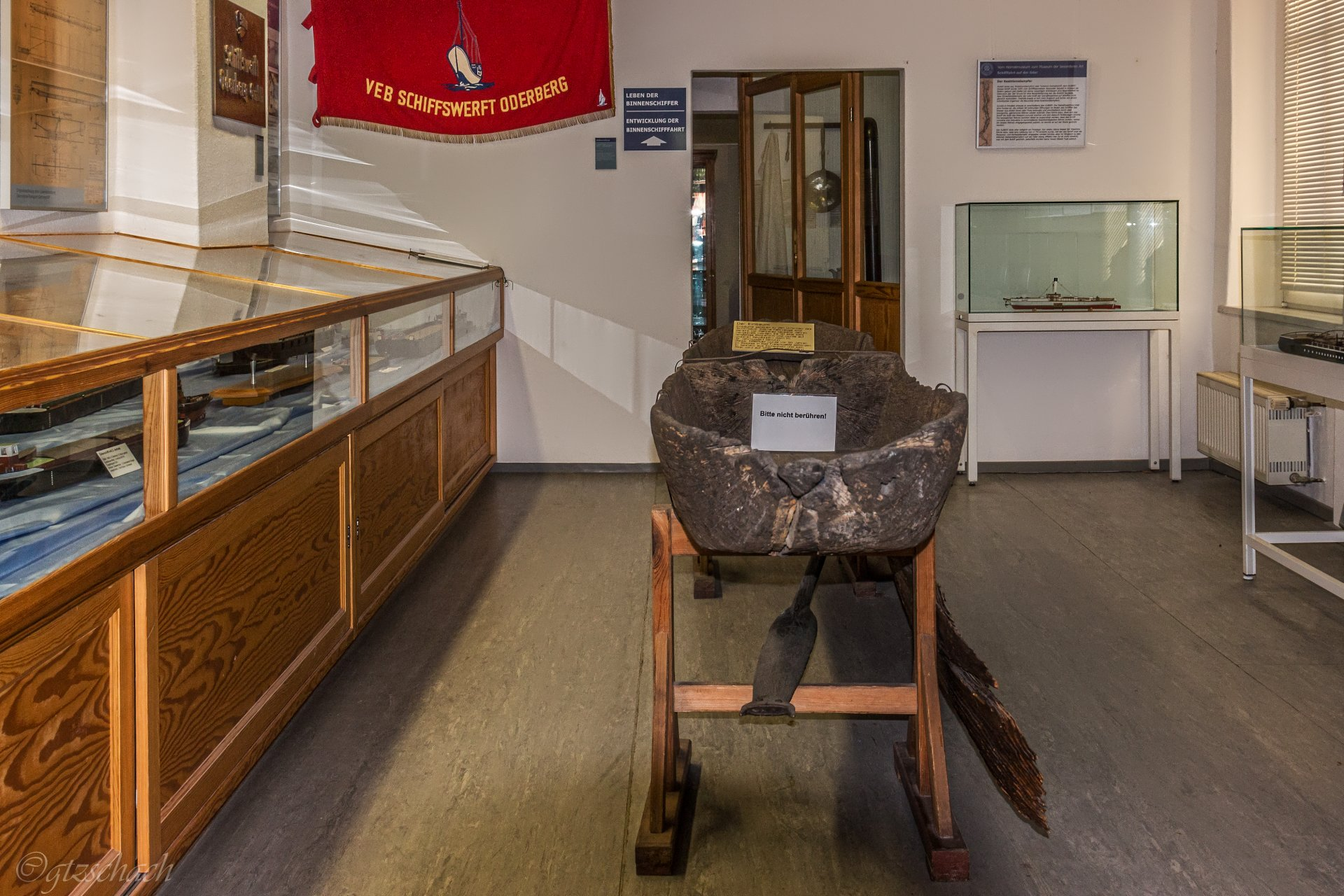
Innenansicht

Das Binnenschifffahrtsmuseum in Oderberg stellt mehrere historische Themen der Region Oderbruch und Alte Oder mit Schwerpunkt Binnenschifffahrt vor. Das wichtigste Ausstellungsobjekt ist der Seitenraddampfer Riesa.

## Geschichte
Das Museum wurde 1954 als Heimatstube gegründet, um archäologische Fundstücke der Umgebung auszustellen. Mit Erweiterung der Sammlungsrichtung hin zur Binnenschifffahrt profilierte sich die Heimatstube zu einem Museum. Auf Initiative des damaligen Museumsleiters Günter Hofmann wurde 1978 auf abenteuerlichen Wegen der Raddampfer Riesa von der Weißen Flotte Dresden erworben. Dem Bereich Heimatgeschichte wurden die Bereiche Wasserbau, Binnenschifffahrt, Binnenfischerei und Flößerei hinzugefügt. 
Mit den strukturellen Änderungen im kommunalen Finanzbereich nach der Wende drohte das Museum geschlossen und die Sammlungen zerstreut zu werden. Durch die „96 Stunden“-Aktion der rbb-Sendung zibb erhielt der Dampfer Riesa 2006 einen neuen Anstrich. Am 1. Januar 2008 erfolgte die Übernahme des Museums durch einen Förderverein.

## Ausstellung
Im Erdgeschoss wird die Regionalgeschichte von der Steinzeit bis zur frühen Neuzeit mit Fundstücken aus den Kiesgruben der Umgebung gezeigt. Hier wird auf die geologische Lage der Stadt Oderberg hingewiesen. Möbel, Gebrauchsgegenstände, Andenken und Zunftzeichen präsentieren die Geschichte der Stadt Oderberg und ihre Umgebung. 
In den oberen Etagen werden Modelle von Binnenschiffen, Schleusen und des Schiffshebewerkes Niederfinow, Arbeitsgeräte der Fischerei wie Netze, Boote, Riemen und Ruder sowie Dioramen der Holzindustrie und Flößerei auf der Oder gezeigt. Andenken, Erinnerungen, Flaggen und Wappen der Vereine und Firmen der Region zeigen die sozialgeschichtliche Seite der Binnenschifffahrt.
Im Außenbereich werden Großobjekte der Binnenschifffahrt ausgestellt. Neben Teilen des Schiffsrumpfes (Ruderanlagen, Schiffsbugs, Seitenschwerter) und Schiffsantrieben ist das Hauptobjekt die Riesa. Dieser Dampfer wurde 1896/97 in der Werft Blasewitz gebaut und hat als zusätzliche Seltenheit eine oszillierende Zweizylinder-Verbundmaschine.